# Onthophagus senegalensis
Onthophagus senegalensis là một loài bọ cánh cứng trong họ Bọ hung (Scarabaeidae).